# Papyrus Oxyrhynchus 846

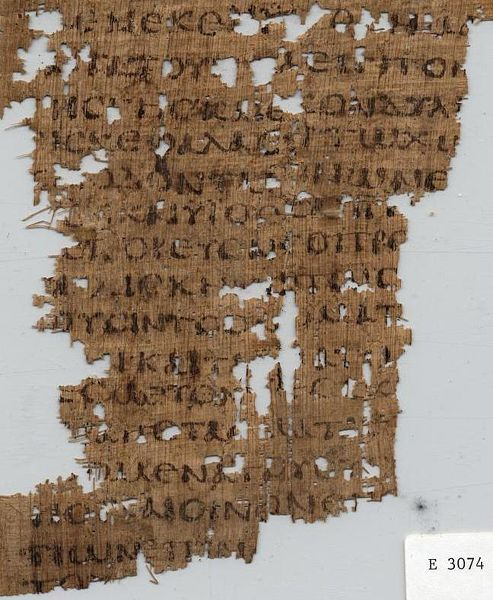
Papyrus Oxyrhynchus VI 846

Papyrus Oxyrhynchus VI 846 (Nr. 906 nach Rahlfs) ist das Fragment eines Papyruskodex aus dem 6. Jahrhundert. Es enthält Teile aus dem Buch Amos 2,6–12 in griechischer Sprache. Das Fragment ist etwa 16,4 × 12,6 cm groß, wobei Teile des oberen sowie inneren Seitenrandes erhalten sind, und mit großen Unzialen beschrieben.
Es wurde bei Oxyrhynchus in Ägypten gefunden und 1902/1903 von den Papyrologen Bernard Pyne Grenfell und Arthur Surridge Hunt untersucht. Seit 1909 befindet es sich im Museum of Archaeology and Anthropology der University of Pennsylvania in Philadelphia mit der Signatur P. inv. E 3074.

## Texteditionen
- Bernard Pyne Grenfell, Arthur Surridge Hunt: Oxyrhynchus Papyri. Band VI. Egypt Exploration Fund, London 1908, S. 3–4 (online).
- Robert A. Kraft: P. Oxy. VI 846 (Amos 2, Old Greek) Reconsidered. In: Bulletin of the American Society of Papyrologists, Band 16, 1979, S. 201–204. (online)